# Tesoro nazionale vivente
Tesoro nazionale vivente (人間国宝?, Ningen Kokuhō) è il titolo concesso in Giappone a certi maestri di arti manuali come lo ukiyo-e, arte su carta, fabbricazione di spade e ceramica, e a maestri di tradizioni recitative come il bunraku, il kabuki e vari festival tradizionali (matsuri). Tale titolo è concesso al fine di preservare le tecniche e le abilità artistiche in pericolo di essere perdute.

## Descrizione
A livello legislativo, il titolo fa parte della categoria dei Tesori nazionali giapponesi, che include al suo interno persone e cose sia tangibili sia intangibili.
Nel 1950, il governo del Giappone iniziò a nominare certe persone o gruppi che erano "portatori di importanti beni culturali intangibili" (重要無形文化財保持者?, jūyō mukei bunkazai hojisha) come tesori umani, proprio come oggetti o luoghi di grande valore culturale che erano designati come tesori nazionali, rendendoli così idonei a ricevere speciali forme di tutela e sostegno.

## Titoli concessi
Tra le persone designate come tesori nazionali viventi si trovano:
- Kawase Hasui (1883-1957), artista di ukiyo-e;
- Kenkichi Tomimoto (1886-1963), ceramista;
- Shinsui Itō (1888-1972), artista di ukiyo-e;
- Toyozo Arakawa (1894-1985), ceramista;
- Shoji Hamada (1894-1978), ceramista;
- Serizawa Keisuke (1895-1984), disegnatore tessile;
- Imaizumi Imaemon XIII, ceramista;
- Manji Inoue, ceramista;
- Sakaida Kakiemon XIV, ceramista;
- Bandō Mitsugorō VIII (1906-1975), attore;[1]
- Sadaichi Gassan (1907-1995), maestro artigiano di spade;
- Tatsuzo Shimaoka (1919-2007)[2], ceramista;
- Nakamura Jakuemon IV (1920-) , attore onnagata di kabuki;
- Matsumoto Gennosuke (1924-), maestro di taiko, kagura e altre tradizioni interpretative dei matsuri;
- Sakata Tōjūrō IV (1931-), attore di kabuki;
- Mansaku Nomura II  (1931-), attore di kyogen;[3]
- Goro Yamaguchi (1933-1999), maestro di shakuhachi;
- Bandō Tamasaburō V (1950-), attore di kabuki.[4]